# Kationtová polymerizace
Kationtová polymerizace je druh polymerizační reakce, při které kationtový iniciátor přenáší náboj na monomer, který se tak stává reaktivním; tento monomer následně reaguje s ostatními monomery, čímž se utváří polymer.

Kationtová polymerace probíhá u alkenů s navázanými skupinamo dodávajícími elektrony a také u heterocyklických sloučenin. Podobně jako u aniontových adičních polymerizací je velmi citlivá na to, jaké rozpouštědlo se použije. Schopnost rozpouštědla tvořit volné ionty totiž určuje reaktivitu během kationtové propagační fáze.
Kationtová polymerace se využívá k výrobě polyisobutylenu a poly(N-vinylkarbazolu) (PVK).

## Monomery
Monomery podléhající kationtové polymerizaci mohou být dvojího typu: alkenové a heterocyklické monomery. U obou druhů monomerů reakce probíhá pouze tehdy, je-li výhodná z termodynamického hlediska; u alkenů totiž probíhá izomerizace na dvojné vazbě, u heterocyklů kvůli napětí cyklu a někdy také izomerizaci opakujících se jednotek. Monomery pro kationtovou polymerizaci jsou nukleofily a v průběhu reakce tvoří stabilní kationty.

### Alkeny

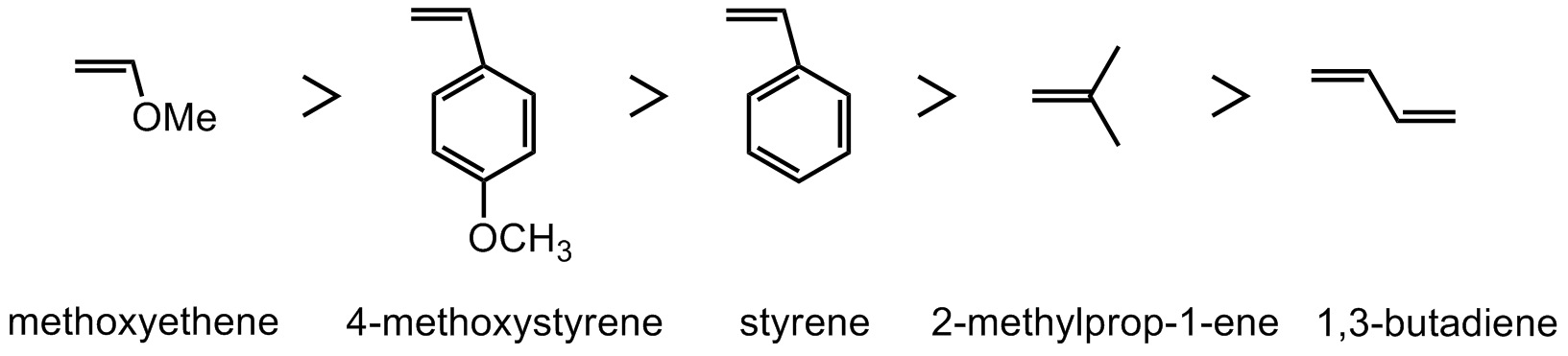
Klesající reaktivita alkenových monomerů

Kationtová polymerace probíhá u těch alkenů, které mají substituenty dodávající elektrony; tyto skupiny udělají z alkenu dostatečně silný nukleofil na to, aby atakoval elektrofilní iniciátory narůstání polymerového řetězce a zároveň musí být schopné stabilizovat vznikající elektrický náboj kationtu pro další průběh reakce. Níže jsou zobrazeny některé alkenové monomery sestupně podle své reaktivity; skupiny obsahující heteroatom vyvolávají vyšší reaktiitu než alkylové a arylové skupiny. Reaktivita karbeniového iontu je opačná oproti reaktivitě monomeru.

### Heterocyklické monomery

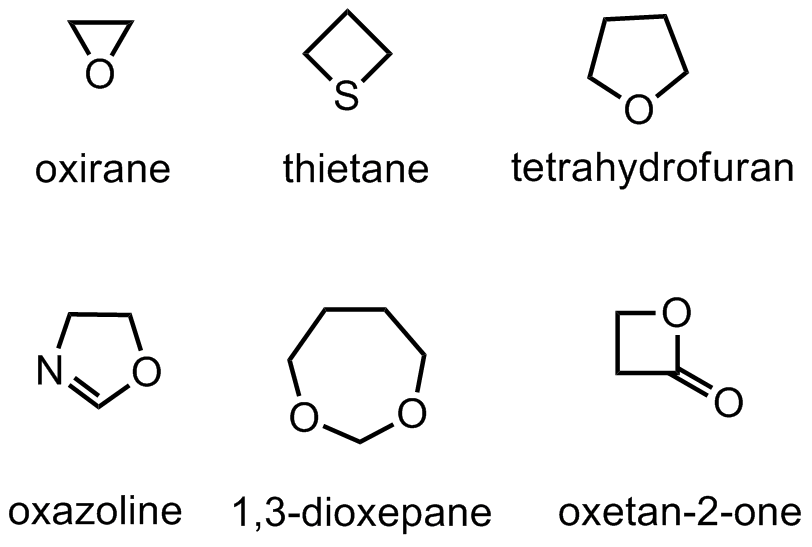
Příklady heterocyklických monomerů

Heterocyklické sloučeniny polymerizovatelné kationtovou polymerizací jsou laktony, laktamy a cyklocké aminy. Při adici iniciátoru z cyklických monomerů vznikají lineární polymery. Na reaktivitu heterocyklických monomerů má vliv výše napětí v cyklu. Monomery s vysokým napětím cyklu, jako je například oxiran, jsou reaktivnější než 1,3-dioxepany, u kterých je toto napětí výrazně menší. Cykly obsahující šest nebo více atomů se polymerizují hůře, jelikož mají nižší kruhové napětí.

## Průběh reakce

### Iniciace a iniciátory
Prvním krokem kationtové polymerace je iniciace. Během ní se vytvoří karbeniový ion. Druhý ion by neměl být nukleofilní, protože by pak došlo k samovolné terminaci reakce. Lze použít mnoho různých iniciátorů, u některých z nich je k provedení reakce nutná přítomnost koiniciátoru.

#### Protické kyseliny

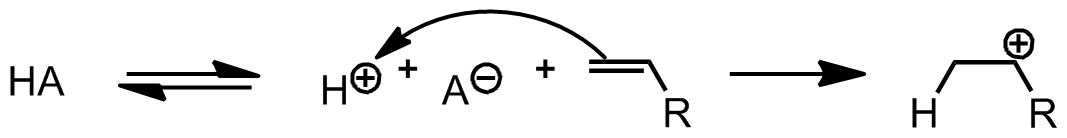
Iniciace pomocí protických kyselin

Jako iniciátory kationtové polymerizace lze použít silné protické kyseliny. K vytvoření dostatečného množství kationtů je potřeba vysoká koncentrace kyseliny. Vytvořený protiion (A−) musí být slabě nukleofilní, aby se zabránilo předčasné terminaci reakcí s protonovaným alkenem. Běžně se používají kyselina fosforečná, sírová a fluor- a trifluormethansulfonová Při použití těchto iniciátorů vznikají pouze polymery s malou molekulovou hmotností.

#### Lewisovy kyseliny/Friedelovy-Craftsovy katalyzátory

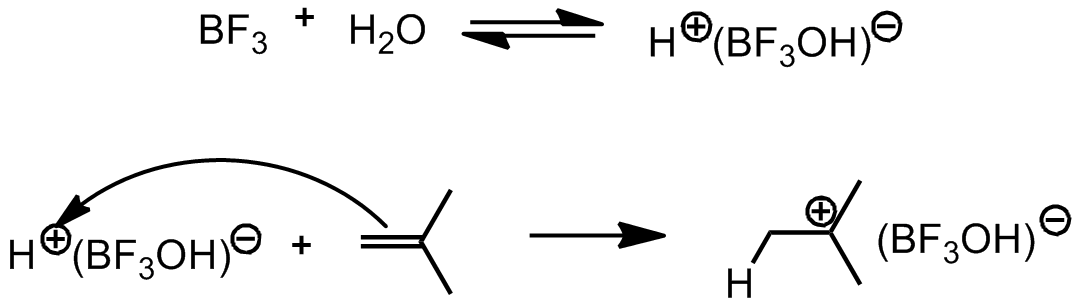
Iniciace kationtové polymerizace pomocí vody (iniciátoru) a fluoridu boritého (koiniciátoru)

Lewisovy kyseliny jsou nejčastěji používanými katalyzátory kationtových polymerací. Nejvíce se používají chlorid cíničitý (SnCl4), chlorid hlinitý (AlCl3)>, fluorid boritý (BF3) a chlorid titaničitý (TiCl4). I když samotné Lewisovy kyseliny mohou vyvolat polymeraci, takreakce probíhá mnohem rychleji s vhodným zdrojhem kationtů, tím může být voda nebo alkoholy nebo i zdroj karbokationtů jako jsou anhydridy karboxylových kyselin a estery. Při takovýchto reakcích je zdroj kationtů iniciátor a Lewisova kyselina je koiniciátor. Při reakci iniciátoru s koiniciátorem vzniká komplex, který následně reaguje s monomerem. Protiion vytvořený tímto komplexem je mnohem méně nukleofilní než protiion A− vytvořený Brønstedovou–Lowryho kyselinou. Po přidání Lewisovy kyseliny mohou kationtovou polymerizaci iniciovat i halogeny.

#### Soli karbeniových iontů
Soli stabilních karbeniových iontů lze použít jako iniciátory kationtové polymerizace pouze u několika nejreaktivnějších alkenů. Tyto iniciátory jsou nejčastěji používanými při studiích reakční kinetiky, protože lze snadno měřit pokles jejich absorbance. Nejčastěji se používají tritylový a tropyliový kation.

#### Ionizující záření

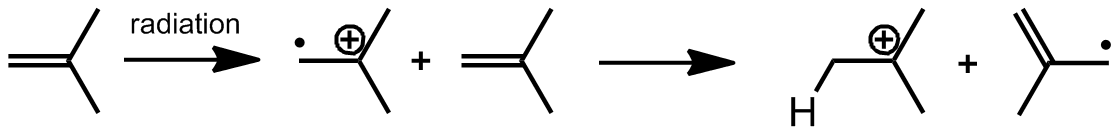
Iniciace s využitím ionizujícího záření

Ionizující záření může vytvořit dvojici radikál-kation, která může následně reakcí s monomerem zahájit kationtovou polymerizaci. Ovládání takových reakcí je obtížné a často závisí na druhu monomeru a podmínkách reakce. Často zde dochází ke tvorbě radikálů a aniontů.

### Propagace
Propagace probíhá adicí monomeru na aktivní látku, což bývá například karbeniový ion. Kationtová skupina na konci rostoucího řetězce se neustále obnovuje, což umožňuje adici dalších molekul monomeru.

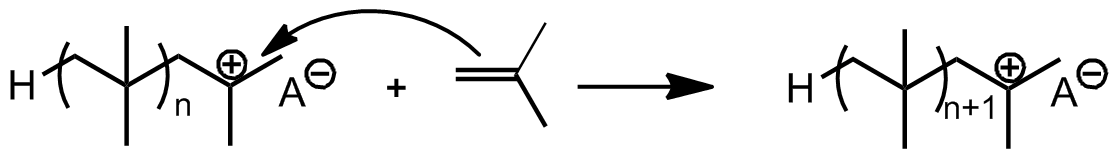
Obecný průběh propagace kationtové polymerizace

#### Vliv teploty
Rychlost propagace kationtové polymerace je ovlivňována teplotou reakční soustavy. Celková aktivační energie polymerace ({\displaystyle {\mathit {E}}}) je ovlivněna aktivačními energiemi iniciace ({\displaystyle {\mathit {E_{i}}}}), propagace ({\displaystyle {\mathit {E_{p}}}}) a terminace ({\displaystyle {\mathit {E_{t}}}}):
{\displaystyle \textstyle E=E_{i}+E_{p}-E_{t}}
Obecně platí, že {\displaystyle {\mathit {E_{t}}}} je větší než součet {\displaystyle {\mathit {E_{i}}}} a {\displaystyle {\mathit {E_{p}}}}, celková aktivační energie je tedy záporná, což znamená, že rychlost propagace roste s klesající teplotou. Nárůst rychlosti propagace s nárůstem teploty by probíhal při kladné celkové aktivační energii.
Teplota má také vliv na délku vznikajícího řetězce. Nízké reakční teploty, kolem 170 až 190 K, vedou ke tvorbě delších řetězců, což je důsledkem skutečnosti, že aktivační energie terminace a ostatních vedlejších reakcí jsou větší než aktivační energie propagace.

#### Vliv rozpouštědla a protiiontu
Volba rozpouštědla, stejně jako vznikající protiiont, mají na kationtovou polymerizaci velký vliv. Karbeniový ion a protiion mohou být spojeny různými způsoby: může jít o kovalentní vazbu, těsný a tedy neoddělitelný, iontový pár, iontový pár (částečně) oddělený rozpouštědlem i o volné (zcela disociované) ionty.
Spojení je nejsilnější v případě kovalentní vazby a nejslabší u volných iontů. Při kationtové polymeraci se ionty dostávají do rovnováhy mezi iontovým párem a volnými ionty. Čím polárnější je použité rozpouštědlo, tím lepší je solvatace a oddělení iontů. Jelikož jsou volné ionty reaktivnější než iontové páry, tak propagace kationtové polymerace probíhá bv polárnějších rozpouštědlech rychleji.
Vliv má také velikost protiiontu. Menší protiion, s větší hustotou elektrického náboje, bude mít s karbeniovým iontem silnější elektrostatické působení než větší protiion s menší hustotou elektrického náboje. Menší protiionty jsou rovněž snadněji solvatovány polárními rozpouštědly, což vede k rychlejšímu průběhu propagace.

### Terminace

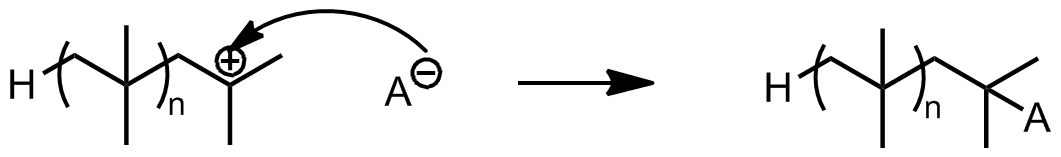
Terminace kationtové polymerizace spojením aniontové části protiiontu s řetězcem

Terminace obvykle probíhá jednomolekulárním přesmykem s protiiontem. Aniontová část protiiontu přitom reaguje s koncem prodlužujícího se řetězce.

### Přesun řetězce

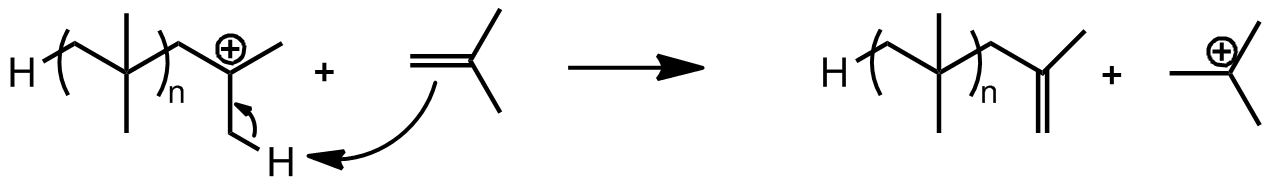
Přesun řetězce přesunem vodíku na monomer

Přesun řetězce může probíhat dvěma způsoby; jedním je přesun vodíku z konce aktivního řetězce na protiion. V tomto případě dojde k ukončení prodlužování řetězce, ale komplex iniciátoru a koiniciátoru je obnoven a může se zúčastnit dalších iniciací.

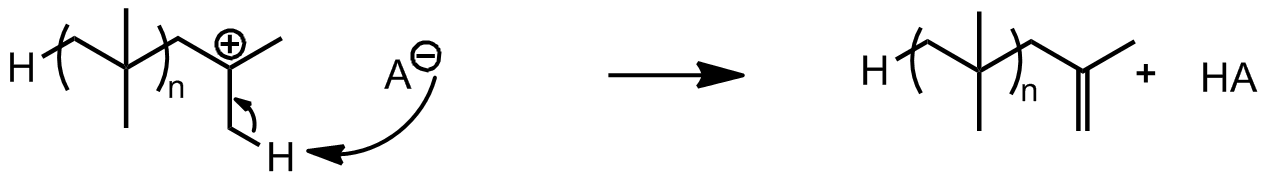
Přesun řetězce přesunem vodíku na protiion

Druhou možností je přesun vodíku z konce aktivního řetězce na monomer. Tím se ukončuje prodlužování řetězce a také dochází k tvorbě nového aktivního komplexu karbeniového iontu s protiiontem, který se může účastnit další propagace.

## Použití
Kationtová polymerizace se nejvíce využívá na výrobu polyisobutylenových produktů, jako jsou polybuten a butylový kaučuk. Tyto polymery se využívají například jako lepidla. Reakční podmínky výroby každé z těchto látek jsou odlišné v záležitosti na požadované molekulové hmotnosti a konkrétním použitém monomeru. Při výrobě polyisobutylenu s nižší molekulovou hmotností (5–10.104 Da) se jako iniciátory používají AlCl3, BF3 nebo TiCl4 a reakce probíhá při teplotách −40 až 10 °C. Tyto polymery se používají jako tmely. Polyisobutyleny s větší molekulovou hmotností se vyrábějí za teplot −100 až −90 °C v chlormethanu. Tyto polymery slouží jako kaučuky a přídavné látky do různých termoplastů.

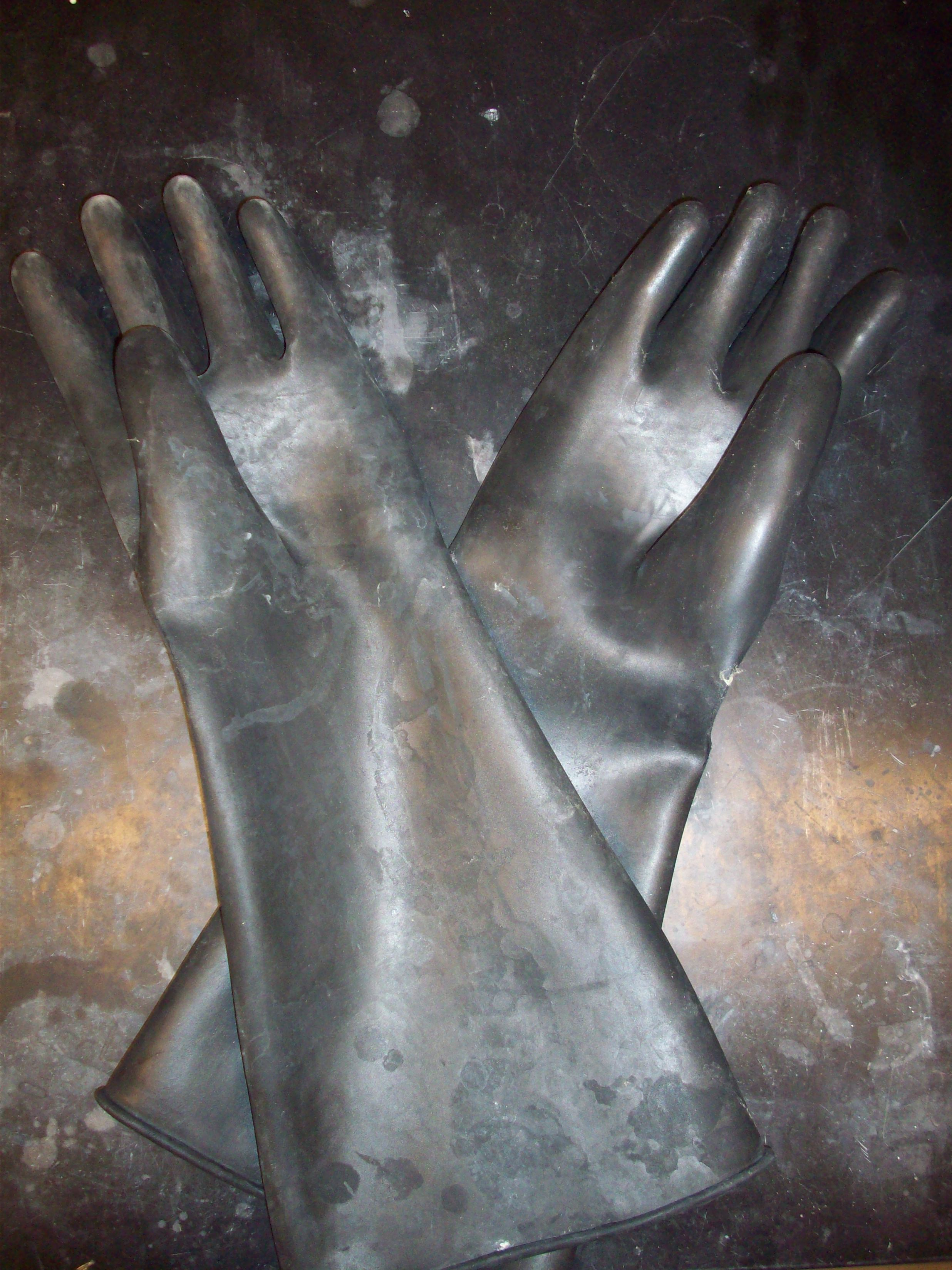
Rukavice z butylového kaučuku

Butylový kaučuk je, na rozdíl od polyisobutylenu, kopolymer, při jehož výrobě se společně polymerují isobuten (~98 %) a isopren (2 %). Jeho výroba probíhá jako nepřetržitý proces, přičemž iniciátorem je AlCl3.
Polybuten je jiný polymer, který obsahuje 80 % isobutenu and 20 % ostatných izomerů butenu, jako je but-1-en. Výroba těchto polymerů s nižší molekulovou hmotností (300 až 2 500 Da) probíhá za velkého rozmezí teplot (−45 až 80 °C) za přítomnosti AlCl3 nebo BF3.
V závislosti na své molekulové hmotnosti se tyto polymery mohou používat mimo jiné jako lepidla, tmely a plastifikátory.
Další látky získatelné kationtovou polymerizací jsou homopolymery a kopolymery terpenů, jako například pinenů, které se používají jako lepidla.
Heterocyklické sloučeniny, například 1,3,5-trioxan, se polymerují společně s malými množstvími ethylenoxidu za vzniku krystalických polyoxymethylenových plastů.
Homopolymerizace alkylvinyletherů lze dosáhnout pouze skrz kationtovou polymerizaci.